# Romano Pontisso
Romano Pontisso (Basiliano, 15 marzo 1915 – Roma, 10 giugno 2003) è stato un ciclista su strada e dirigente sportivo italiano.

## Carriera
Fratello maggiore di Bruno Pontisso, anch'egli ciclista, fu attivo come dilettante e indipendente con i colori della S.S. Lazio a cavallo della seconda guerra mondiale. Vinse il Circuito Valle del Liri a Isola Liri nel 1947.
Dopo il ritiro dalle corse ha ricoperto ruoli di dirigente sportivo, tra cui quello di presidente dell'Associazione Atleti Azzurri d'Italia. Nel 1976 è stato tra i 16 fondatori della Associazione Italiana Badminton, che in seguito è diventata la Federazione Italiana Badminton.
A lui sono intitolati un premio speciale del CONI romano, e un memorial dell'Associazione Atleti Azzurri d'Italia.

## Palmarès
- 1947

Circuito Valle del Liri